# The Conversation
The Conversation是一个非营利性媒体、在线新闻发布和研究报告網站。該網站上的很多文章出自学者和研究人员，而且這些文章免費（知识共享），轉載者分享文章時可以無需修改。除特殊情况外，該網站只发表可認證的正規學術機構学者的文章。 :8
該網站於2011年3月在澳大利亚推出。此后全球其他地方也有人開始使用該網站，並且該網站還針對不同地區推出本地化版本。 
每个地区的The Conversation都是一个独立的非營利組織或慈善组织，其资金来源包括合作的大学和大学系统、政府和其他捐款机构、企业合作伙伴以及读者捐款等 。